# Studio Ypsilon
Studio Ypsilon zmiňované často jako Ypsilonka, vzniklo roku 1963 v Liberci jako experimentální dílna několika uměleckých profesí, z nichž převažovali hlavně loutkáři. V roce 1978 bylo divadlo přestěhováno do Prahy. Divadlo nebylo vždy samostatným divadlem, až v roce 1990 se stalo samostatnou scénou.

## Historie

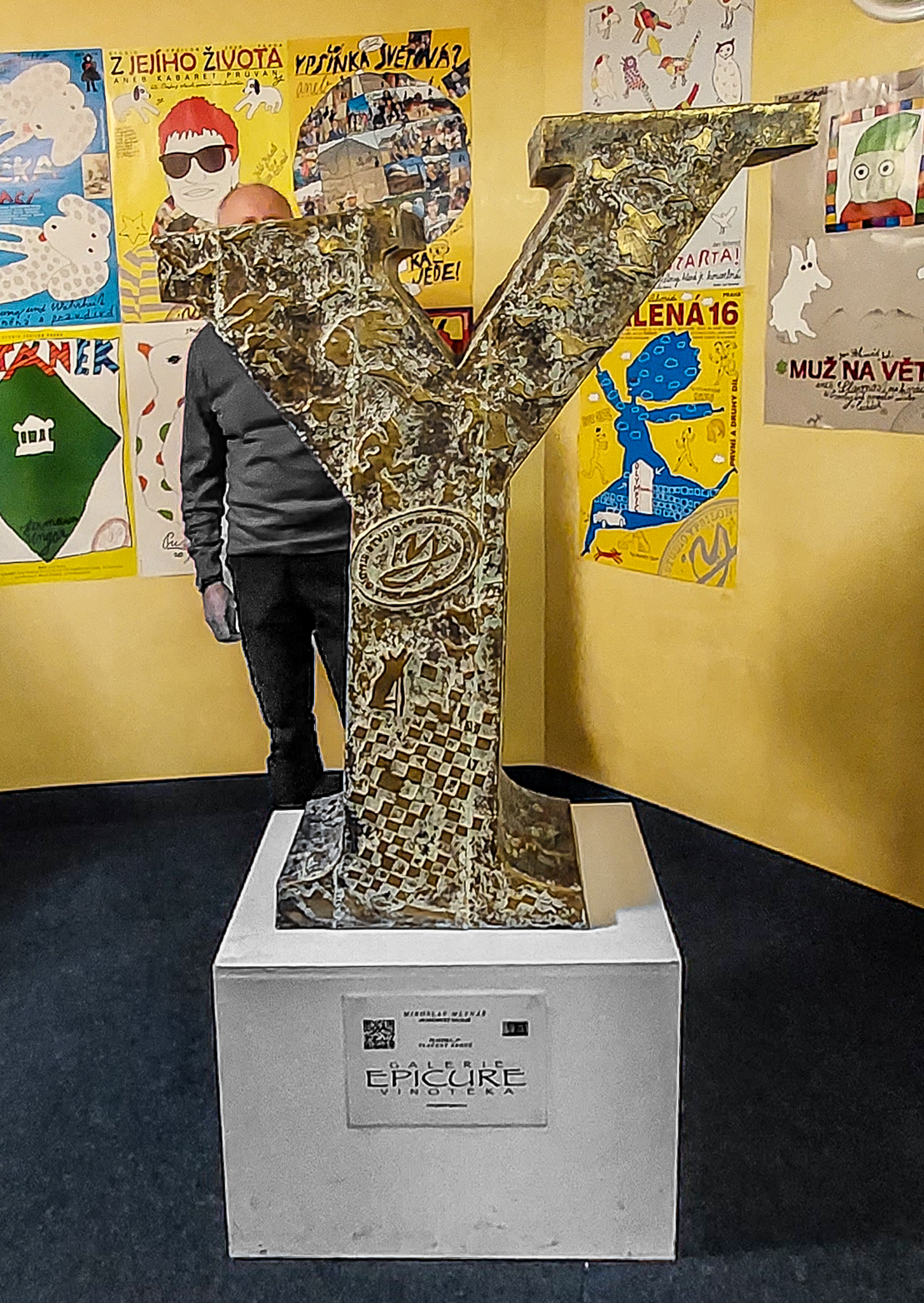
"Y" - symbol divadla ve foyer

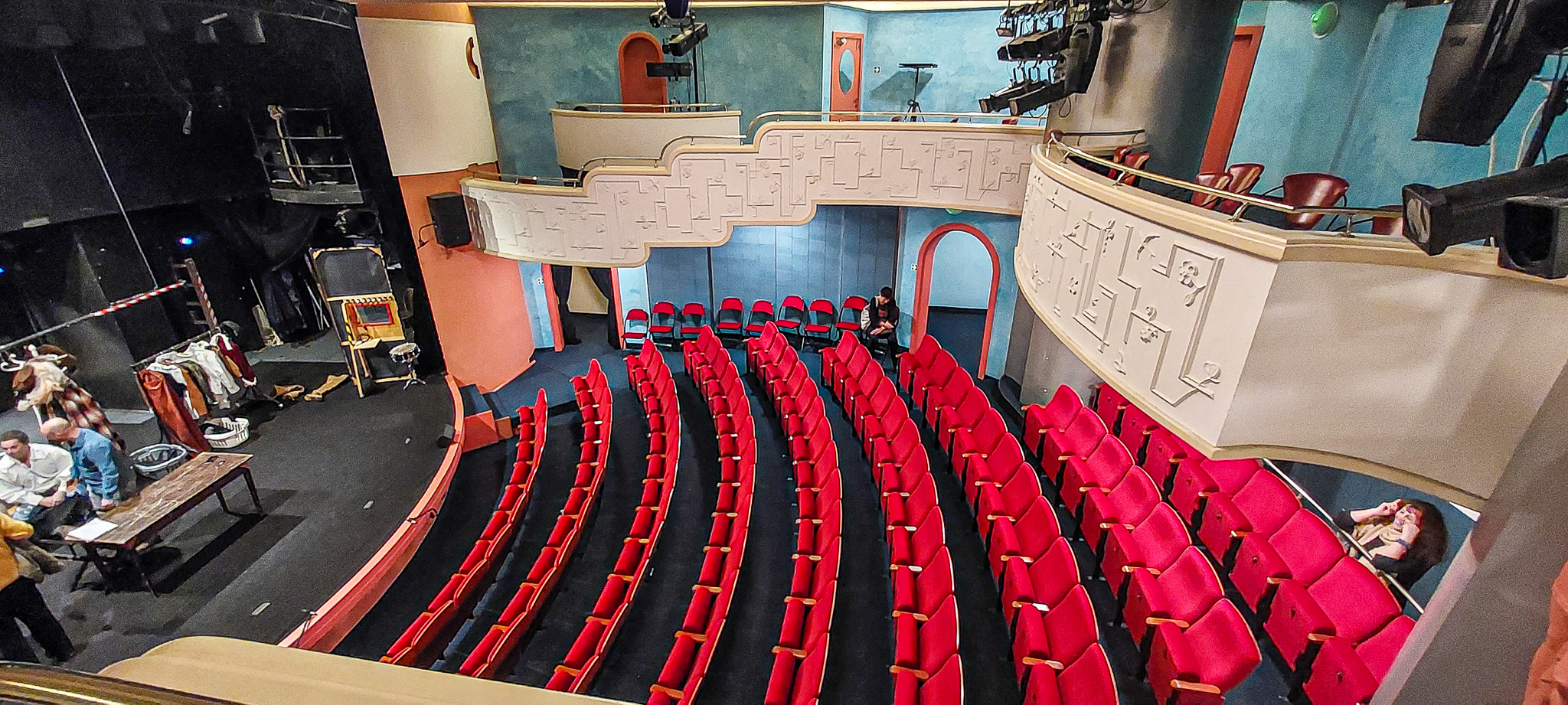
Hlediště divadla

Studio Ypsilon vzniklo v roce 1963 v Liberci (nejdříve jako nezávislá amatérská experimentální skupina v podmínkách Vojenského útvaru 3256). Zakladatelem je režisér a herec Jan Schmid, který v té době na vykonával základní vojenskou službu. V roce 1969 došlo k profesionalizaci Studia Ypsilon (jako druhého souboru Naivního divadla – dříve Severočeského loutkového divadla).
Základ Ypsilonky tvořili jednak členové tohoto divadla (J. Schmid, K. Novák, Z. Schmidová, J. Nováková) i příslušníci Vojenského útvaru (J. Fučík, M. Olmr, M. Kořínek). První inscenace vznikla ve vojenském kinosále. Již v další inscenaci spolupracoval člen opery Divadla F. X. Šaldy v Liberci Bohuslav Maršík (později i jiní herci z činohry téhož divadla: V. Ron, J. Synková, M. Bílek, J. Prýmek ). Se Studiem Ypsilon spolupracovali i někteří další členové Severočeského loutkového divadla, ale i osoby z okruhu neherců kolem Studia Ypsilon (D. Bláhová, J. Trösterová a další).
První divadelní inscenací bylo Encyklopedické heslo XX. století (1964). Dále následovala autorská adaptace Bizetovy Carmen, Carmen nejen podle Bizeta (režie J. Schmid, výprava J. Malina, 1966).
Ke stěžejním inscenacím liberecké éry patří Shakespearův Makbeth, Gayova Žebrácká opera a především Schmidův Život a smrt K. H. Máchy. Již od svého počátku zajíždělo Studio Ypsilon do Prahy (kde hrálo nejdříve v Redutě a Ateliéru, pak pravidelně v Žižkovském divadle, Branickém divadle, ale i v Divadle Na zábradlí a Činoherním klubu) a hostovalo i v dalších městech tehdejšího Československa a výrazně se uplatňovalo zejména na celostátních festivalech Divadelního Mládí.
V roce 1978 Ypsilonka přesídlila do Prahy (stává se souborem Státního divadelního studia, po jeho delimitaci v roce 1981 byla připojena k Divadlu Jiřího Wolkera), jejím domovskou scénou se stalo divadlo Ateliér ve Spálené ulici (rozměrově větší inscenace, které si převáží z Liberce, nadále hraje v Branickém divadle). Pražské působení Ypsilonky však od počátku provázely byla nejrůzněji omezovaná. Divadelní sál ve Spálené ulici je uzavřen a dochází zde k výměně elektroinstalace a částečné rekonstrukci, která se protáhla na dva a půl roku. Hraje se na různých náhradních místech, nejvíce v Žižkovském a Klicperově divadle a v Redutě. I přes tuto krizi vzniklo v tomto období několik stylotvorných inscenací autorské povahy.  
V roce 1984 se konečně Ypsilonka vrací do svého sálu a Dílnou Studia Ypsilon oslavuje své dvacetiny. V nově upraveném sále lze hrát arénovitě a všeobecně více mobilně. V témže roce se konal významný společný divadelní projekt Cesty (spolu s Divadlem na okraji, Divadlem Husa na provázku a Hanáckým divadlem). Dále se Ypsilon věnuje svým velmi populárním a originálním Večerům pod lampou –  improvizacím s nejrůznějšími hosty – herci, hudebníky, spisovateli, výtvarníky a jinými osobnostmi společenského života.

### Současnost
V současné době má Studio Ypsilon k dispozici dva divadelní sály tzv. malou scénu studiového charakteru a větší sál rekonstruovaný do původní podoby ve stylu art deco. Ypsilonka sídlí v prvním pražském funkcionalistickém Obchodním domě Olympic architekta Jaromíra Krejcara z roku 1927. Samotný sál s hledištěm bylo původně kinosál navržený ve stylu art deco berlínského architekta, pražského rodáka, Paula Sydowa.
Vedle hlavní činnosti bylo ve Studiu Ypsilon založeno jeho malé studio - STUDIO Studia Ypsilon. Jedná se o ojedinělý případ studia vysoké umělecké divadelní školy (Akademie múzických umění v Praze) při divadle. Na výchově studentů se vedle Jana Schmida podílejí i další pedagogové Ypsilonky. STUDIO má svůj repertoár a někteří posluchači rovněž hostují v představeních Ypsilonu.
Studio Ypsilon se těší velké přízni publika. Je sice pražským divadlem, ale občas zajíždí i do dalších měst České republiky. Zúčastňuje se různých divadelních festivalů a pravidelně vyjíždí do zahraničí (např. Německo, Jugoslávie, Polsko, Španělsko, Francie, Finsko, Anglie, Dánsko, Slovensko, Rakousko, Řecko, Itálie, USA, Kanada, Tchaj-wan, Jihoafrická republika, Belgie, Egypt, Rusko).
V lednu 2025 přišla zpráva, že Studio Ypsilon má nejistou budoucnost. V březnu 2025 bývalý děkan DAMU a nový ředitel Ypsilonky František Tománek uvedl, že nynější formace divadla skončí 30. června 2026, poté se z ní stane studentská scéna DAMU.

## Členové souboru
- Jan Schmid
- Jiří Lábus
- Luděk Sobota
- Miroslav Kořínek
- Martin Dejdar
- Markéta Plánková
- Petr Vacek
- Jana Synková
- Jaroslava Kretschmerová
- Pavel Nový
- Martin Bohadlo
- Jan Jiráň
- Zuzana Měsíčková
- Renata Rychlá
- Daniel Šváb
- Petr Vršek
- Martin Janouš
- Lenka Loubalová
- Roman Mrázik
- Barbora Skočdopolová
- Jiřina Vacková
- Jana Šteflíčková
- Dominik Renč
- Mikuláš Čížek
- Kamila Kikinčuková
- Paulína Labudová
- Oldřich Navrátil
- Jan Večeřa
- Miroslav Novotný
- Veronika Soumravá
- Marie Durnová

## Hosté
- Marek Eben
- Arnošt Goldflam
- Roman Janál
- Julek Neumann
- Jan Přeučil
- Jitka Zelenková
- Lilian Malkina
- Andrej Polák
- Zuzana Stavná
- Václav Helšus
- Petr Hojer
- Jan Noha
- Romana Sittová
- Josef Bánovec
- Mariana Čížková
- Štefan Čulík
- Petr Hasman
- Antonín Hluštík
- Vendula Holičková
- Jana Šrejma Kačírková
- Jiří Korn
- Máša Málková
- Kryštof Nohýnek
- Lenka Novotná
- Jan Onder
- Martina Pechancová
- Ondřej Ruml
- Hedvika Řezáčová
- Jakub Schmid
- Martin Šmíd
- Michaela Šrůmová
- Jiří Štědroň
- Jan Švamberg
- Jitka Vrbová
- Petr Prokop
- Zdeněk Kovář

## Mimo jiné s Ypsilonkou také spolupracovali
- Jan Kačer
- Jiří Grossmann
- Milan Lasica
- Juraj Nvota
- Oldřich Kaiser
- Bronislav Poloczek
- Petr Popelka
- Jiří Wimmer
- Dagmar Bláhová
- Jana Sováková
- Jitka Schneiderová
- Ondřej Pavelka
- Milan Hugo Forman[1]
- Ladislav Gerendáš
- Pavel Havránek
- Miroslav Vladyka
- Zuzana Norisová
- Zuzana Onufráková
- Petr Marek
- Maxim Mededa
- Markéta Richterová
- Vendula Štíchová
- Monika Zoubková
- Lenka Termerová
- Petr Vančura
- Dominik Renč
- Josef Zíma
- Naďa Vinecká